# 里村镇
里村镇，是中华人民共和国山西省临汾市曲沃县下辖的一个乡镇级行政单位。

## 行政区划
里村镇下辖以下地区：
里村、北辛店村、封王村、封王堡村、朝阳村、新定村、南柴村、北柴村、安定村、石滩村、蒙城村、文敬村、中立村、文明村和新城村。